# Morte in vacanza
Morte in vacanza (Macario) è un film del 1960 diretto da Roberto Gavaldón, tratto dal racconto omonimo dello scrittore B. Traven.
Fu candidato al Premio Oscar del 1961 come miglior film straniero e presentato in concorso al 13º Festival di Cannes.

## Trama
La storia è incentrata su Macario, un povero taglialegna indigeno, durante il Messico coloniale, alla vigilia del Giorno dei morti, che vive amareggiato per essere così povero e affamato. La sua situazione economica tiene lui e la sua famiglia sull'orlo della fame. Dopo aver visto una processione di tacchini arrosto, il suo sogno è di mangiare un intero tacchino arrosto da solo. Annuncia di fronte alla moglie e ai figli che non mangerà finché il suo sogno non si avvererà. La moglie preoccupata ruba un tacchino e lo dà a Macario prima che lui vada in montagna a lavorare.
Tuttavia, proprio mentre Macario si prepara a mangiare il tacchino, gli appaiono tre uomini. Il primo è il Diavolo nelle vesti di un raffinato gentiluomo, che tenta Macario per ottenere un pezzo di tacchino. Il secondo è Dio nelle vesti di un vecchio. Macario si rifiuta di condividere il tacchino con entrambi, poiché ritiene che entrambi abbiano i mezzi necessari per ottenere ciò che vogliono.
Quando gli appare una terza figura, un contadino come lui, condivide volentieri il tacchino con l'uomo. Il terzo uomo non è altri che la Morte stessa. La Morte non è sicura del perché Macario abbia condiviso il tacchino con lui e non con il Diavolo e Dio. Macario risponde: "Ogni volta che appari, non c'è tempo per nient'altro". Macario sperava di prevenire quella che presumeva essere la sua morte imminente guadagnando il tempo che lui e la Morte avrebbero impiegato per mangiare. La Morte è divertita e come compensazione, nomina Macario suo "amico" e gli dà un'acqua miracolosa che guarirà qualsiasi malattia. Se la Morte appare ai piedi della persona malata, questa può essere guarita con l'acqua, ma se la Morte appare vicino alla testa della persona, questa è condannata a morire. Questa "amicizia" dura per anni, ma non si parlano mai, si limitano a fissarsi.
La morte suggerisce che Macario lo incontrerà più tardi quel giorno. Macario torna a casa e trova suo figlio privo di sensi e gravemente ferito per essere caduto in un pozzo. Macario guarisce suo figlio con l'acqua e alla fine diventa noto come un guaritore miracoloso, creando tale scompiglio che la chiesa stessa lo accuserà di eresia e persino il Viceré chiederà i suoi servizi per curare suo figlio. Gli viene promessa la libertà se riuscirà a salvare il ragazzo, altrimenti verrà bruciato sul rogo. Sfortunatamente per Macario, la Morte "deve prendere il bambino", così Macario, disperato, supplica e cerca di scappare, solo per entrare nella caverna della Morte e viene rimproverato per aver trasformato il suo "dono" in merce. La Morte gli mostra le candele di cui è piena la caverna, migliaia di candele, ognuna delle quali rappresenta la vita di una persona. La fabbricazione della cera e la lunghezza della candela sono tutti fattori che influenzano la durata della vita di una data persona. La Morte poi spegne la candela del figlio del Viceré davanti agli occhi di Macario. Quando Macario vede quanto è corta la sua candela, supplica la Morte di salvarla, ma la Morte rifiuta. Disperato, Macario afferra la sua candela e corre fuori dalla caverna, senza prestare attenzione alle urla della Morte dietro di lui.
Le ultime scene iniziano al crepuscolo del giorno in cui Macario ha condiviso il tacchino con la Morte. Non è tornato a casa, e sua moglie e alcuni abitanti del villaggio stanno cercando Macario nei boschi solo per trovarlo serenamente morto, accanto a un tacchino diviso a metà: uno dei quali è mangiato, l'altro è intatto, come se fosse morto senza aver realizzato il suo sogno di mangiare un tacchino intero per sé.

## Riconoscimenti
- 1961 - Semana Internacional de Cine de Valladolid
  - Premio Ciudad de Valladolid